# Франц Кеніг
Франц Кеніг (нім. Franz Kardinal König; 3 серпня 1905, Варт, Нижня Австрія, Австро-Угорщина – 13 березня 2004, Відень, Австрія) — кардинал Римо-католицької церкви. Архієпископ Відня (10 травня 1956 — 16 вересня 1985). Лавреат Премії Бруно Крайського (2002).

## Участь у громадсько-політичному житті Австрії
Його публічні виступи на громадсько-політичні теми часто ставали темами широкого обговорення в Австрії. Франц Кеніг продовжував повоєнну стратегію австрійських римо-католицьких ієрархів, спрямовану на розмежування між активністю церкви та політичних партій.

## Екуменізм, міжнародне співробітництво

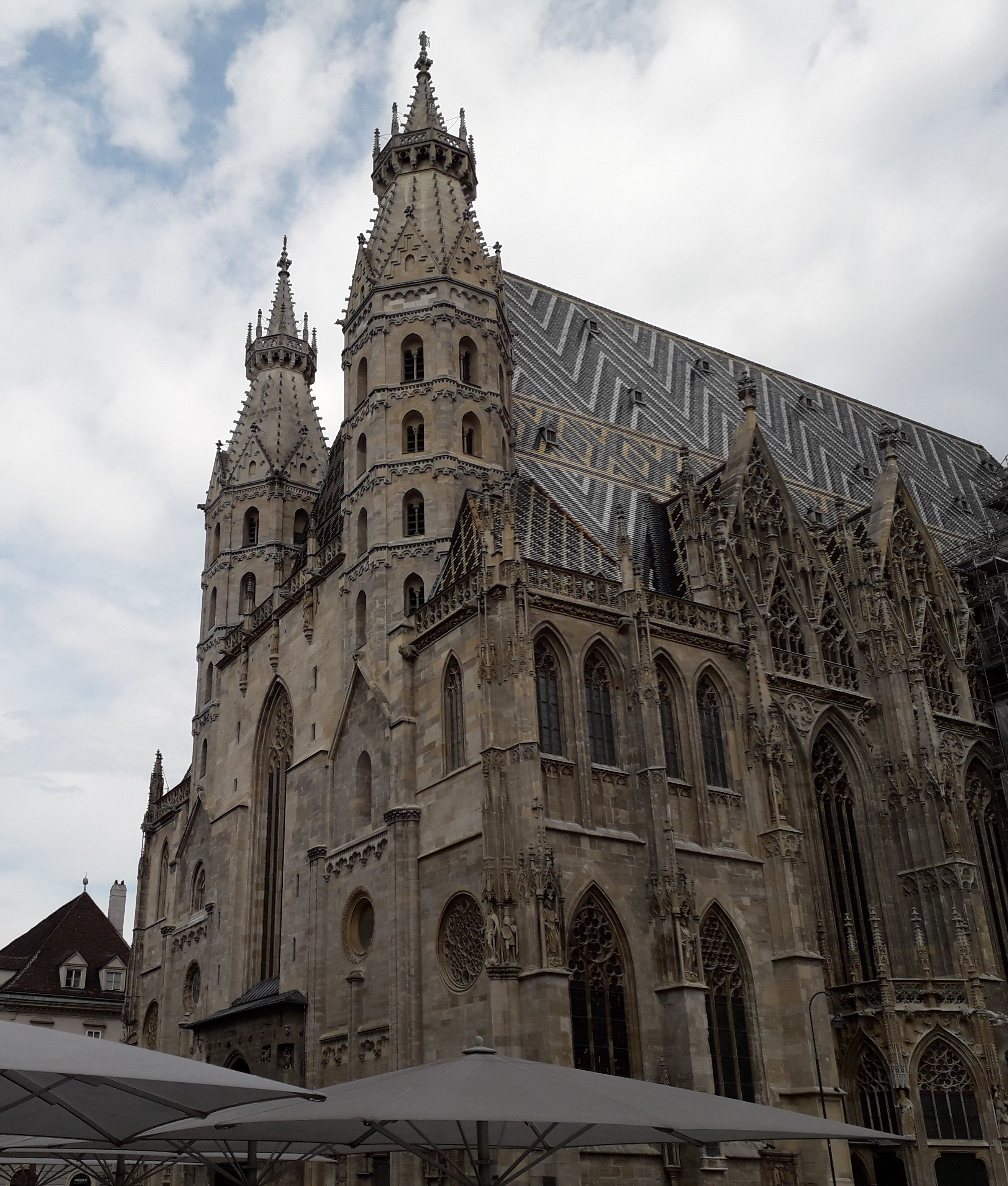
Віденський архієпископський, кафедральний і парафіяльний святого Стефана. У цьому соборі служив і був похований кардинал Франц Кеніг

Франц Кеніг був активним діячем екуменізму, насамперед налагоджував контакти з православними ієрархами. У списку його подорожей: візити до Патріарха Константинопольського Афінагора І, до Патріарха Румунського в Бухаресті, до Патріарха Александрійського (коптської церкви) в Каїрі, до багатьох інших.
Пожвавленню католицько-православного діалогу сприяло заснування Францем Кенігом фундації «Pro Oriente» в 1965 році. В рамках роботи цієї фундації проводилися міжнародні екуменічні симпозіуми.
Кардинал Кеніг заснував фундацію «Communio et Progressio» — «Нова надія для Дунайського регіону». Фундація з 1991 р. присуджувала Премію кардинала Кеніга особам, які зробили значний внесок у співробітництво між наукою, релігією, бізнесом і масмедіа, для вирішення глобальних проблем у питаннях свободи слова та совісті, у зміцненні миру, справедливості, загального розвитку людства. Лавреатом Премії кардинала Кеніга в 2007 р. став  Архієпископ Константинополя і Вселенський Патріарх Варфоломій I, на знак визнання його заслуг перед екуменізмом, релігійним миром.
Він також багато зробив для перегляду «справи Галілея», допоміг реабілітації цього знаменитого вченого XVII ст., яка була урочисто проведена папою Іваном Павлом ІІ у 1992 році.